# Henri Geul (musicus)
Heinrich (Henri) Geul (Krefeld, 17 oktober 1829 – Dordrecht, 28 april 1895) was een Nederlands musicus van Duitse komaf.
Hij was zoon van het echtpaar van muziekonderwijzers Jacob Geul en Gertrüd Meijer. Hijzelf huwde Adriana Elina Fraterman.
Hij was veelzijdig musicus. Hij speelde niet alleen cello, maar was ook trompettist en tubaïst. Hij was voorts muziekdirecteur en –onderwijzer te Dordrecht. Hij speelde mee in het orkest van Langenbach in Dordrecht, zowel in het strijkorkest (cello) als in het harmonieorkest (trompet en tuba). Hij richtte een burgerzangschool aldaar op en ook het plaatselijke Amicitia (zangvereniging). Het bespelen van de tuba en trompet moest hij vanwege gezondheidsklachten staken en na verloop van tijd ook het bespelen van de viool omdat het orkest van Ferdinand Böhme werd opgeheven (1864). Hij zou vanaf dan geen orkestwerk meer aanraken, wel gaf hij nog muziekles aan de Muziekschool van Toonkunst (ook pianolessen) en was hij directeur van Kunstmin. Dordrecht vierde op 4 november 1886 zijn zilveren jubileum als musicus. Zijn 125e sterfjaar staat op de agenda van Regionaal Archief Dordrecht.
Hij was tijd- en plaatsgenoot van Wilhelmina Gips en Willem Kes. Een van zijn leerlingen was een jonge cellist Govert Dorrenboom. Hij gaf bovendien les aan dan nog zangtalent Cornelie van Zanten en haar broer Matthijs van Zanten, maar die koos voor een baan in de politiek (hij werd een wethouder van Dordrecht). Ook Arnold Spoel heeft enige tijd les van hem gehad. 